# Apopyllus iheringi
Apopyllus iheringi är en spindelart som först beskrevs av Cândido Firmino de Mello-Leitão 1943.  
Apopyllus iheringi ingår i släktet Apopyllus och familjen plattbuksspindlar. Inga underarter finns listade i Catalogue of Life.